# Vágó durbincs
A vágó durbincs (Gymnocephalus cernua) a sugarasúszójú halak (Actinopterygii) osztályának sügéralakúak (Perciformes) rendjébe, ezen belül a sügérfélék (Percidae) családjába tartozó faj. Népies nevén: paptetű.

## Előfordulása
A vágó durbincs Európa és Ázsia nagyobb folyóinak, tavainak és lagúnáinak lakója. Magyarországon folyókban, tavakban helyenként gyakori. Ez a faj nem található Írországban, Skóciában, Nyugat- és Észak-Norvégiában, valamint a Balkánon.

## Megjelenése
A hal testhossza 12-15 centiméter, legfeljebb 25 centiméter. Testtömege 400 gramm. 35-40 fésűs pikkelye van egy hosszanti sorban. A fej alsó felén kerek, sekély nyálkagödröcskék vannak. Kopoltyúfedőin hosszú, erős tüskék találhatók; az elő-kopoltyúfedőn rövid tüskék vannak. 35-36 csigolyája van.

## Életmódja
A vágó durbincs szívós, a vízszennyezésre kevésbé érzékeny sügérféle, amely rendszerint csapatokban él a mélyebb, homokos aljzatú vizekben. Tápláléka férgek, vízibolhák, rovarlárvák, apró puhatestűek, valamint halikra és ivadék. A nőstény legfeljebb 10, a hím 7 évig élhet.

## Szaporodása
Március-májusban ívik, amikor a vízhőmérséklete eléri a 10-15 Celsius-fokot.

## Felhasználása
Az ember csak kismértékben halássza; általában csaliként használják ragadozóhalakra való horgászatnál. A sporthorgászat járulékos hala, speciálisan nem horgásznak rá.